# 10,000 Reasons (Bless the Lord)
10,000 Reasons (Bless the Lord) ist ein Lied des britischen Lobpreisleiters Matt Redman.

## Hintergrund
Der Text ist von den ersten Versen des Psalm 103 inspiriert. Er wurde von Matt Redman gemeinsam mit dem schwedischen Songwriter Jonas Myrin geschrieben, einem guten Freund von Redman, mit dem er bereits mehrfach zusammengearbeitet hatte.

## Rezeption
Der Text von 10,000 Reasons (Bless the Lord) wurde in verschiedenen Sprachen verfasst und aufgenommen, darunter auch eine deutschsprachige Version mit dem Titel Zehntausend Gründe. Aufgrund des großen Erfolgs des Songs wurde im Jahr 2016 das Buch 10,000 Reasons: Stories of Faith, Hope, and Thankfulness Inspired by the Worship Anthem veröffentlicht. Das Lied wird bei vielen Gottesdiensten weltweit gesungen.

### Auszeichnungen
Bei den Grammy Awards 2013 gewann der Song zwei Preise in den Kategorien Best Contemporary Christian Music Song und Best Gospel/Contemporary Christian Music Performance. Bei den Dove Awards gewann der Song in den Kategorien Song of the Year, Contemporary Christian Performance of the Year, Pop/Contemporary Recorded Song of the Year und Worship Song of the Year.

### Chartplatzierungen
10,000 Reasons (Bless the Lord) erreichte keine Platzierung in den offiziellen Billboard Hot 100, platzierte sich jedoch auf Rang 3 der Bubbling Under Hot 100 und hielt sich dort 30 Wochen lang. In den Hot Christian Songs stieg der Song am 7. April 2012 auf Platz 25 ein. Dort konnte er am 28. Juli die Spitzenposition erreichen und sich 13 Wochen lang an dieser halten. Insgesamt war 10,000 Reasons (Bless the Lord) 59 Wochen in den Hot Christian Songs vertreten.

### Auszeichnungen für Musikverkäufe
Am 12. Dezember 2019 wurde 10,000 Reasons (Bless the Lord) in den Vereinigten Staaten mit Doppelplatin für zwei Millionen verkaufte Einheiten ausgezeichnet.
| Land/Region                  | Auszeichnungen für Musikverkäufe (Land/Region, Auszeichnung, Verkäufe) | Verkäufe  |
| ---------------------------- | ---------------------------------------------------------------------- | --------- |
| Vereinigte Staaten (RIAA)    | 2× Platin                                                              | 2.000.000 |
| Vereinigtes Königreich (BPI) | Silber                                                                 | 200.000   |
| Insgesamt                    | 1× Silber · 2× Platin ·                                                | 2.200.000 |